# Саломея и Иудифь
Саломея и Иудифь (IX век) — святые девы английские. День памяти — 29 июня.
Святые Саломея и Иудифь, по преданию были англичанками королевской крови, быть может, близкими родственницами. Они были затворницами в монастыре Оберальтах, что в Баварии, Германия.
Хотя речь идёт о довольно позднем предании, считается, что св. Саломея — это Эдбурга Мерсийская, прекрасная, но довольно шокирующая дочь короля Оффы Мерсийского. Она вместо врага по ошибке отравила своего мужа Беортрика, короля Западных Саксов. Она бежала из Англии, намереваясь покаяться в совершении этого преступления. Император Карл Великий даровал ей в управление богатый монастырь, но вскоре отстранил её от руководства из-за скандального поведения.
Впоследствии она скиталась по Европе вместе со своей служанкой, моля о милости или в Павии, называвшейся Патавием, Италия, или в Пассау, называвшемся Патавией, Германия. Если Ассер допустил ошибку в своей записи и она была обнаружена в Пассау, то и впрямь имеется связь между Эдбургой и Саломеей, так как её биограф сообщает, что она пришла в монастырь из Пассау. Таким образом, можно предположить, принцесса стала вести покаянную жизнь отшельницы. Предположительно Иудифь, её тётя, была послана, чтобы найти её, однако присоединилась к её монастырской жизни.
Другая версия жития расширяет предыдущую. Согласно ей лишь кающаяся Саломея была бежавшей англосаксонской принцессой, в то время как Иудифь была подружившейся с ней вдовой из Баварии.
Нетрудно видеть, что история весьма неопределённая, хотя обе святые были на самом деле. Иногда Иудифь называют принцессой, иногда — Саломею, иногда обеих относят к королевской крови.